# Dirk I van Valkenburg-Heinsberg
Dirk I van Valkenburg, oorspronkelijk Dirk van Kleef (Kleef, ca 1190 - Heinsberg, 4 november 1227), was een middeleeuwse ridder afkomstig uit het adellijke Huis Kleef. Hij is de stamvader van de zogenaamde Kleefse zijtak van het Huis Valkenburg-Heinsberg. Hij was onder meer heer van Valkenburg en heer van Heinsberg.

## Biografische schets
Over het leven van Dirk I zijn weinig gegevens bekend. Hij was de zoon van Arnoud II van Kleef (ca. 1171 - ca. 1200), die zelf een jongere zoon was van Diederik IV van Kleef, en Adelheid van Heinsberg (1168 - 1217). Over de afstamming van deze Adelheid bestaat veel onduidelijk. Haar beide ouders zouden nakomelingen zijn van Gosewijn II van Valkenburg-Heinsberg. In elk geval erft Dirk zowel het land van Valkenburg als de heerlijkheid Heinsberg via zijn moeder.

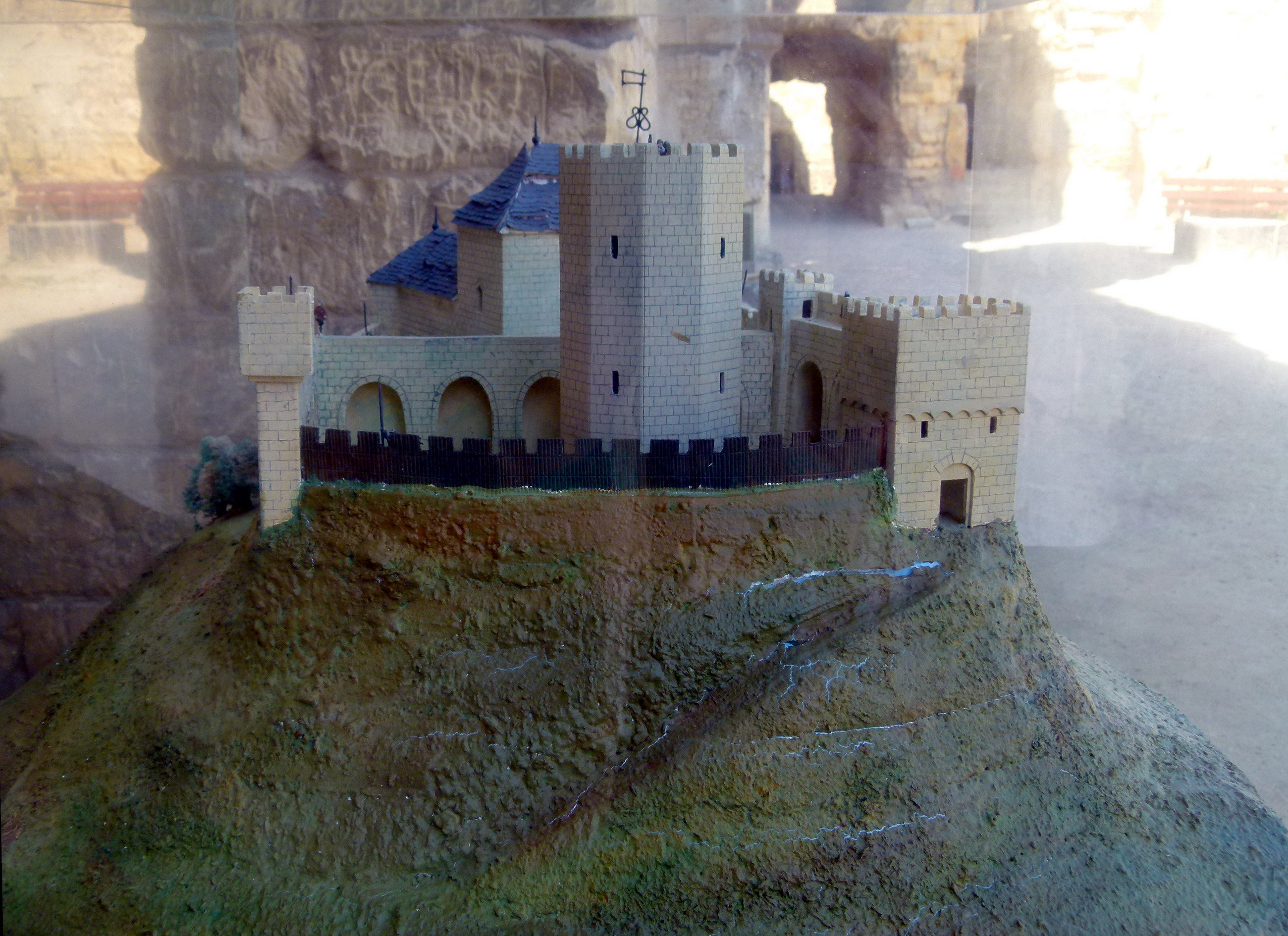
Kasteel Valkenburg, ca 1200

Door zijn eigen huwelijk met een dochter van Hendrik III van Limburg raakt hij betrokken in de Frans-Engelse Oorlog van 1202-14. In de nasleep van de Slag bij Bouvines (1214) werd de burcht van Valkenburg belegerd door troepen van de keizer, versterkt met het leger van de bisschop van Luik, Hugo II van Pierrepont. Hoewel de omgeving flinke schade ondervond van het beleg, werd de burcht niet ingenomen. Op 8 september 1214 werd een wapenstilstand getekend. Waarschijnlijk werd het kasteel, dat toen bestond uit een tienhoekige donjon, wel zwaar beschadigd en pas onder zijn zoon Dirk II rond 1236 herbouwd.
Op 25 juli 1215 was Dirk in de Dom van Aken aanwezig bij de feestelijke herkroning (Festkrönung) van keizer Frederik II. Dirks zegel hangt aan een oorkonde uit 1217, waaruit blijkt dat hij toen zowel heer van Heinsberg als Valkenburg was.
Dirk nam op 28 juli 1227 deel aan de Slag bij Ane aan de kant van Otto van Lippe (bisschop van Utrecht) en raakte daar gewond. Enkele maanden later bezweek hij aan zijn verwondingen. Omdat zijn zoon Dirk nog minderjarig was, trad zijn tweede vrouw Beatrix op als regentes. Tot 1236 wordt zij in aktes genoemd als vrouwe van Valkenburg.

## Huwelijk en kinderen
Dirk is twee keer getrouwd geweest. Zijn eerste vrouw was Isolda (Isalda), dochter van Hendrik III van Limburg, de hertog van Limburg. Isolda overleed in 1221 en werd begraven in de kloosterkerk van Heinsberg. Uit het huwelijk met Isolda kwamen vier kinderen voort:
- Hendrik, proost van St. Aposteln te Keulen
- Agnes, gehuwd met Hendrik van Sponheim, heer van Heinsberg
- Mechtilde, getrouwd met Arnold II, graaf van Heusden
- Dirk, vroeg gestorven, begraven in de kloosterkerk te Heinsberg.[5]

Binnen een jaar na het overlijden van Isolda trouwde Dirk I met Beatrix (ca. 1190 - 1236), dochter van de wildgraaf van Kyrberg-Dhaun en weduwe van Filips van Bolanden. Uit het huwelijk met Beatrix kwamen 5 kinderen voort:
- Dirk II, heer van Valkenburg.
- Engelbert II, aartsbisschop van Keulen.
- mogelijk Arnold
- mogelijk Winand
- mogelijk een dochter, kloosterlinge te Heinsberg